# Christos Rafalides

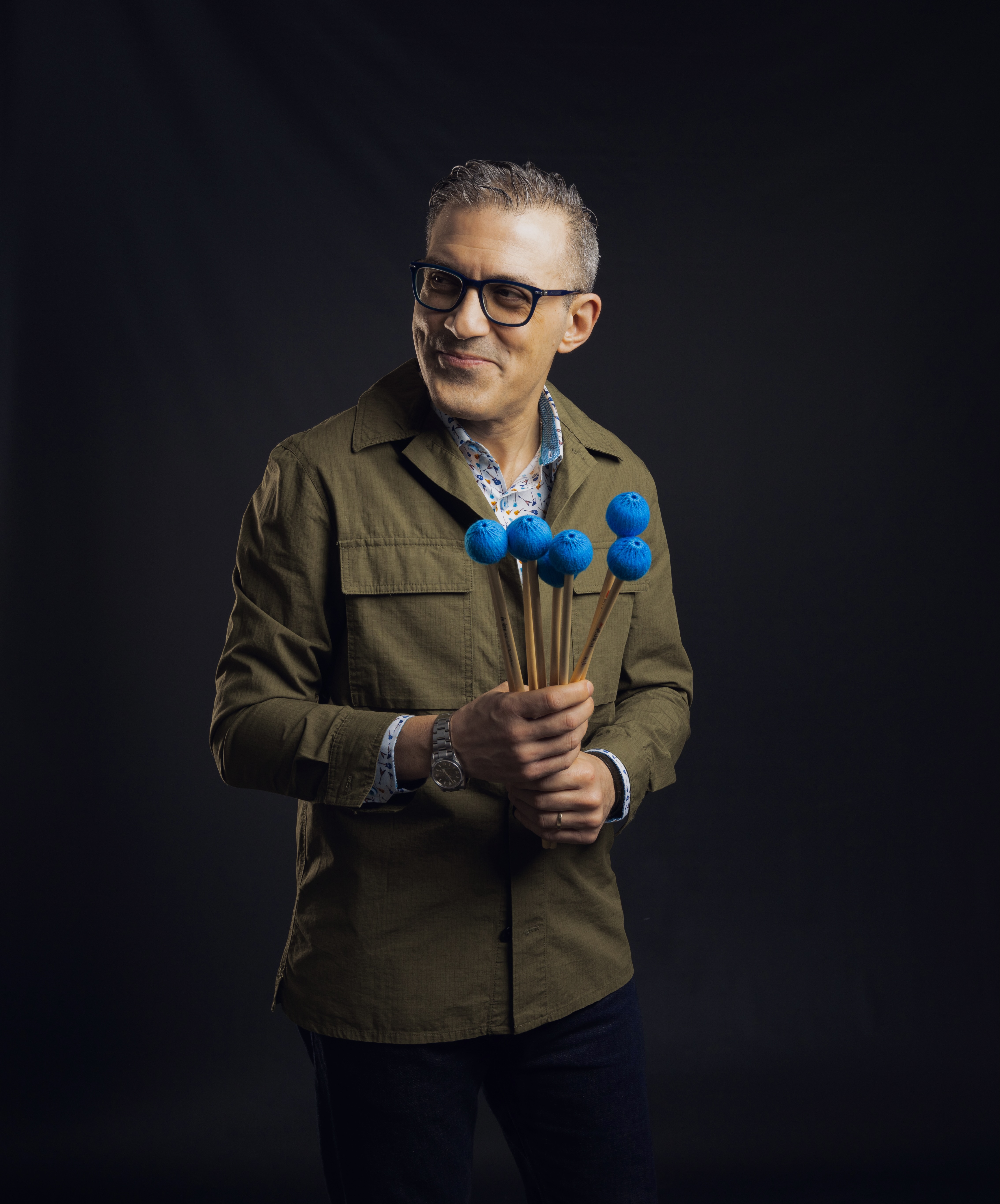
Christos Rafalides (2022)

Christos Rafalides (griechisch Χρήστος Ραφαηλίδης Christos Rafailidis) (* 9. April 1972 in Kozani) ist ein griechischer Jazzmusiker (Vibraphon, Komposition).

## Leben und Wirken
Rafalides begann mit sieben Jahren, vermittelt durch seinen Bruder, Klavier zu spielen. Im Alter von vierzehn Jahren begann er eine klassische Ausbildung am Schlagwerk, mit zwanzig Jahren arbeitete er mit Orchestern in Griechenland. Nachdem er Billy Cobham im Konzert erlebt hatte, begann er, sich vermehrt für Jazz zu interessieren. Anfang der 1990er Jahre erhielt Rafalides ein Stipendium für das Berklee College of Music und zog nach Boston, wo er seinen Bachelor of Arts bei Ed Saindon machte. Anschließend absolvierte  er seinen Master bei Joe Locke an der Manhattan School of Music.
Bereits während des Studiums trat Rafalides mit Ravi Coltrane, Antonio Sánchez, Donny McCaslin, Hector Martignon und Ron Affif auf. In den frühen 2000er Jahren begründete Rafalides sein Bandprojekt ManhattanVibes und veröffentlichte 2002 das gleichnamige Album mit Randy Brecker, John Benitez und Steve Hass, das die Zeitschrift JazzTimes in ihrem Jahresrückblick 2002 als eine der zehn besten Jazzaufnahmen des Jahres 2002 bewertete. Mit Joe Locke folgte 2005 das Album Van Gogh by Numbers.
2007 veröffentlichte Rafalides gemeinsam mit dem Pianisten Sergio Salvatore das Duo-Album Dark Sand, das er in den USA und Europa vorstellte. Er trat auch unter Gunther Schuller in Aufführungen von Charles Mingus Epitaph und mit Wynton Marsalis im Lincoln Center auf. Mit der Sängerin Evi Siamanta veröffentlichte er das Album Ηχώ/Echo mit Musik von Mimis Plessas, mit dem Bassisten Petros Klampanis das Album Point Two. Daneben trat er mit dem Chronos Ensemble an der Seite der griechischen Sängerin Dimitra Galani auf (Album Chronos Project).
Rafalides ist auch auf Alben von Yiorgos Fakanas, Christy Baron, Chaka Khan, Hector Martignon, Thana Alexa und Antonio Cuadros de Béjar zu hören. Er verfasste die Musik zu Michael Moores  Kapitalismus: Eine Liebesgeschichte.

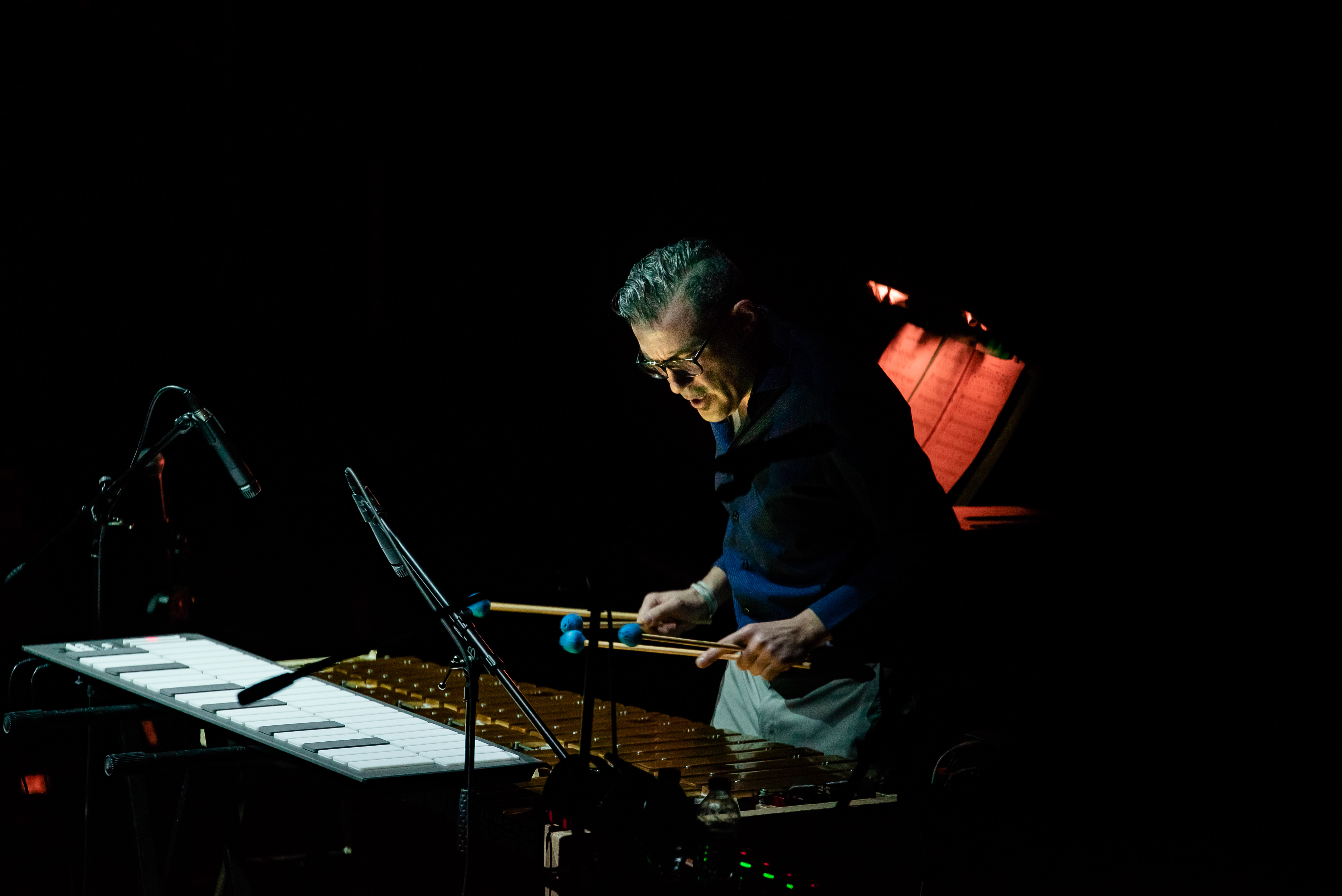
Christos Rafalides (2019)

## Diskographische Hinweise
- Manhattan Vibes (Khaeon World Music 2002)[2]
- Joe Locke & Christos Rafalides: Van Gogh by Numbers (Wire Walker 2005)
- Sergio Salvatore, Christos Rafalides: Dark Sand (Travelers Road Music 2008)
- Mimis Plessas & Christos Rafalides: We Two (Emarel Music 2012)
- Manhattan Vibes: Blue November (Emarel Music 2013)
- Christos Rafalides, Petros Klampanis: Point Two (Emarel Music 2014)
- Near & Dear (Emarel Music 2017)
- Christos Rafalides, Giovanni Mirabassi Silver Lining (Emarel Music 2022)